# Yuka Kato
Yuka Kato (née le 30 octobre 1986 à Toyokawa) est une nageuse japonaise spécialiste du papillon. 

## Carrière
Aux Jeux olympiques en 2012 à Londres, où elle est éliminée en demi-finales du 100 m papillon avec le onzième temps, elle obtient la médaille de bronze lors du 4 × 100 m quatre nages. Cette même année, elle a réalisé son meilleur temps sur 100 mètres papillon en 57 s 77, ce qui représente aussi un nouveau record national.

## Palmarès

### Jeux olympiques
- Jeux olympiques de 2012
  -  Médaille de bronze au relais 4 × 100 m quatre nages

### Championnats pan-pacifiques
- Championnats pan-pacifiques 2010 à Irvine
  -  Médaille de bronze au relais 4 × 100 m quatre nages